# Sexfontaines
Sexfontaines é uma comuna francesa na região administrativa de Grande Leste, no departamento de Haute-Marne. Estende-se por uma área de 20,77 km². Em 2010 a comuna tinha 137 habitantes (densidade: 6,6 hab./km²).